# Táto, sežeň štěně!
Táto, sežeň štěně! je česká filmová romantická komedie režiséra Milana Vošmika z roku 1964.

## Děj
Redaktor František Hlavsa se těší na klidné prázdniny poté, co plánuje odvézt své tři děti – Olgu, Frantu a malého Milánka – spolu s babičkou na venkovskou chalupu. Jeho žena odjíždí na školení, takže odpovědnost za děti zůstává na něm. Chalupa stojí osaměle u lesa, což babičku znepokojuje. Kvůli bezpečnosti naznačuje, že by rodina měla pořídit psa. Děti, které milují zvířata, se nadšeně přidávají k babiččině nápadu, protože nejen babička, ale i ony by se se psem cítily bezpečněji.
Hlavsa je zpočátku skeptický a snaží se situaci vyřešit tím, že dětem přiveze místo psa kotě, což je ale neuspokojí. Dál touží po psu a jejich odhodlání neustává. Mezitím Hlavsa začne o celé situaci psát fejetony pro noviny, jak po něm vyžaduje jeho šéfredaktor. Jeho texty o dětském životě se těší velké čtenářské oblibě. Jeden z fejetonů, kde zmíní touhu dětí po psu, vyvolá nečekaný ohlas u veřejnosti.
Šéfredaktor se nakonec rozhodne Hlavsu podpořit a daruje jeho dětem štěně. Hlavsa se těší, jak své děti překvapí, když jim v sobotu přiveze psa. Po příjezdu na chalupu však čeká překvapení na něj. Namísto jednoho štěněte ho v chalupě vítá jedenáct psů různých ras a velikostí, které jim lidé darovali po přečtení Hlavsova fejetonu. Některé psy si děti opatřily samy, další dorazili jako dar od laskavých čtenářů.

## Obsazení
| Miroslav Horníček    | redaktor Hlavsa, tatínek         |
| Jiřina Šejbalová     | babička                          |
| Jarmila Smejkalová   | Hlavsova žena                    |
| Rudolf Řepík         | Milan, syn Hlavsových            |
| Zdeněk Deyl          | Franta, syn Hlavsových           |
| Zuzana Ondrouchová   | Olga, dcera Hlavsových           |
| Jaroslav Marvan      | šéfredaktor                      |
| Marcela Jandová      | Tonina                           |
| Čestmír Řanda        | Holina                           |
| Dagmar Zikánová      | Holinova žena                    |
| Karel Smyczek        | Honza, syn Holinových            |
| Vlastimil Brodský    | hajný Jakoubek                   |
| Jaroslav Štercl      | redaktor                         |
| Josef Beyvl          | výpravčí                         |
| Zdeněk Braunschläger | redaktor                         |
| Ivanka Devátá        | sekretářka v redakci             |
| Milan Neděla         | praporčík VB Karel, Honzův švagr |
| Josef Pehr           | průvodčí autobusu Vaňha          |
| Světla Svozilová     | starší žena v Povlčíně           |
| Jana Štěpánková      | lékařka                          |
| Stella Zázvorková    | průvodčí tramvaje                |
| Čestmír Řanda ml.    | chlapec hrající na saxofon       |

## Tvůrci a štáb
- Režie: Milan Vošmik
- Předloha: Jan Ryska (kniha Táto, sežeň štěně)
- Scénář: Jan Ryska, Milan Vošmik
- Kamera: Jan Novák
- Vedoucí výroby: František Milič
- Hudba: Svatopluk Havelka
- Nahrál: FISYO (řídil Štěpán Koníček)
- Architekt: Vladimír Labský
- Návrhy kostýmů: Lída Novotná, Ladislav Tomek
- Zvuk: Stanislav Vondraš
- Střih: Miroslav Hájek
- Druhá kamera: Rudolf Jokl
- Pomocná režie: Věra Ženíšková
- Asistent režie: Drahuše Reňáková, Zdena Kracíková

## Poznámka
Šlo u druhou hlavní filmovou roli Miroslava Horníčka (ta vůbec první pocházela z roku 1959 ze snímku Kam čert nemůže).